# Monumento a Bartolomé de las Casas (Sevilla)

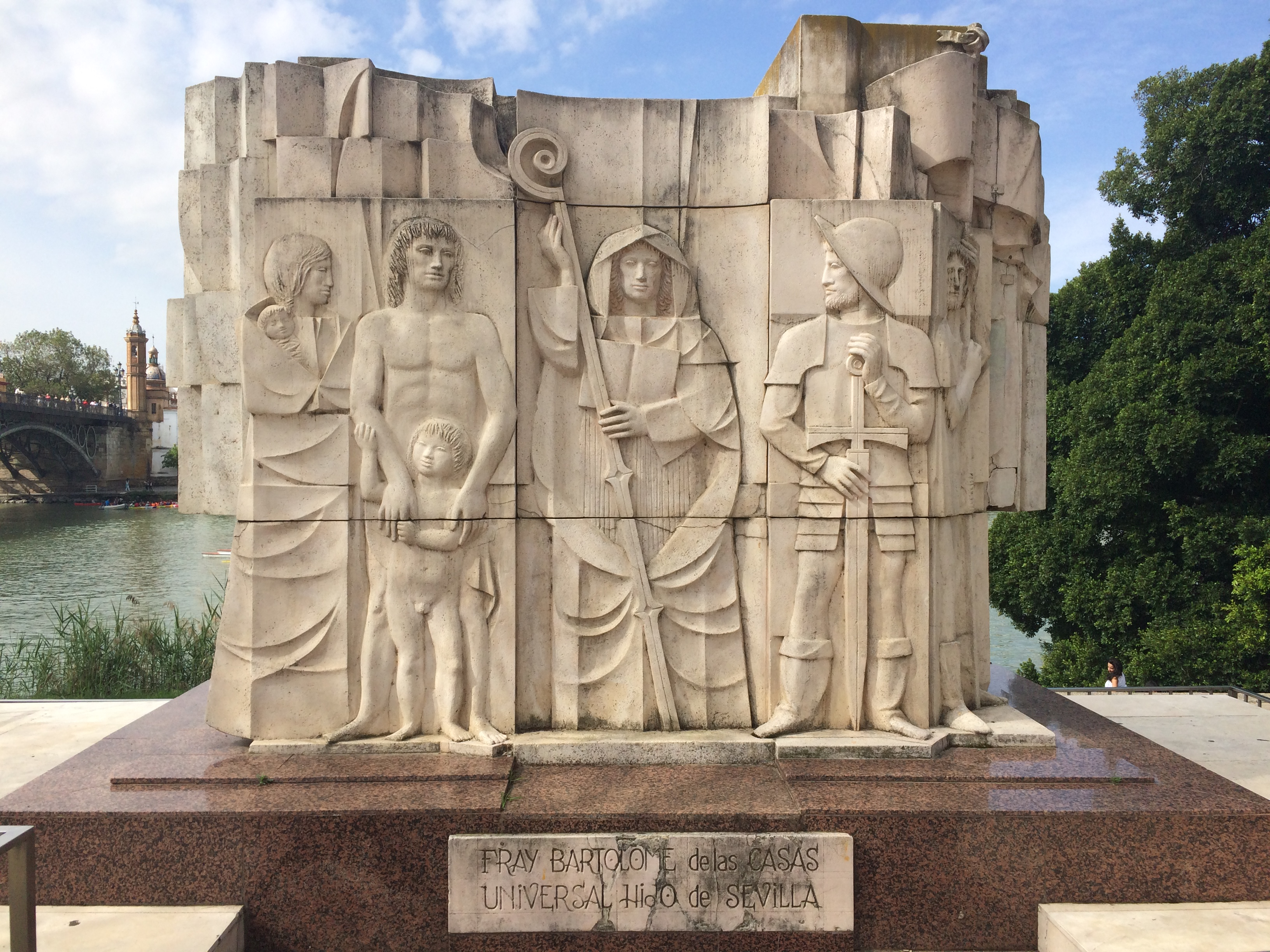
Monumento a Bartolomé de las Casas, al norte del Puente de Triana de Sevilla.

El monumento a Fray Bartolomé de las Casas se encuentra al norte del puente de Triana, junto a la dársena del Guadalquivir de Sevilla, Andalucía, España. Fue realizado en piedra en 1984.

## Historia
De las Casas pudo haber nacido el barrio sevillano de Triana en 1484. Con motivo del quinto centenario del nacimiento de este fraile dominico, se encargó al escultor y ceramista Emilio García Ortiz un monumento conmemorativo. El monumento se inauguró en 1984 en el paseo Marqués de Contadero, al sur del puente de Triana. El aspecto actual de las márgenes del Guadalquivir es el resultado de las reformas que tuvieron lugar antes de la Exposición Universal de 1992, donde se celebró el Quinto centenario del descubrimiento de América. En el transcurso de estas reformas el monumento se trasladó al norte del puente, donde aún permanece.
Su colocación junto al río es significativa, dada la condición de Sevilla como Puerto de Indias entre los siglos XVI y XVIII.

## Características
Se trata de una escultura en piedra de color claro. Está realizado a modo de mural y se hace más constructivista a medida que uno se acerca al fondo de la escultura. Muestra a la derecha a un conquistador español, con armadura, casco y espada, en el centro a Las Casas con un báculo y una túnica de fraile portando un libro entre sus brazos y, a la izquierda, hombre, una mujer y un niño indígenas.

## Otros monumentos en la ciudad
No es el único monumento a Bartolomé de las Casas que existe en la ciudad. Su escultura, realizada por Antonio Susillo en 1895, también aparece en la galería de los doce sevillanos ilustres del palacio de San Telmo. En 1928 el escultor José Lafita Díaz realizó un busto suyo para la fachada del Instituto Hispano-Cubano (antiguo convento de los Remedios).
En la parroquia de la Magdalena de Sevilla, antiguo convento dominico de San Pablo donde fue consagrado obispo de Chiapas, tiene colocada una placa conmemorativa.